# 南城站 (韩国)
南城站（：／ Namseong yeok */?）是首爾地鐵7號線沿線的一座地下車站，位於韓國首爾特別市銅雀區舍堂洞。

## 車站構造
候車大廳位於地下1樓和地下2樓，月台層則位於地下3樓。
站體為2面2線側式月台的地下車站，候車月台設有月台幕門，並有4處出口。

### 月台配置
| 梨水 ↑     |
| \| 上      |
| ↓ 崇實大學 |

| 月台 | 路線           | 目的地                                         |
| ---- | -------------- | ---------------------------------------------- |
| 上行 | ●首爾地鐵7號線 | 梨水、論峴、泰陵、長岩方向                     |
| 下行 | ●首爾地鐵7號線 | 大林、鐵山、富川綜合運動場、富平區廳、石南方向 |

## 歷史
- 2000年8月1日：落成啟用，副站名為總神大學。
- 2001年2月1日：為避免與4號線總神大學站混淆，取消副站名設置。

## 車站周邊
- 舍堂市場
- Dunkin' Donuts舍堂南城店
- 31冰淇淋
- 舍堂文化會館
- 舍堂綜合社會福祉館
- 舍堂中學
- 銅雀高校
- 總神大學（朝鲜语：총신대학교）
- 南城派出所
- 南城初等學校

## 圖片

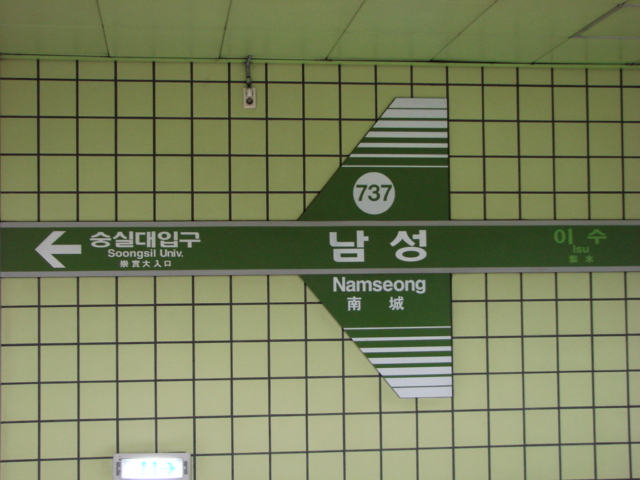
站名牌（舊式）
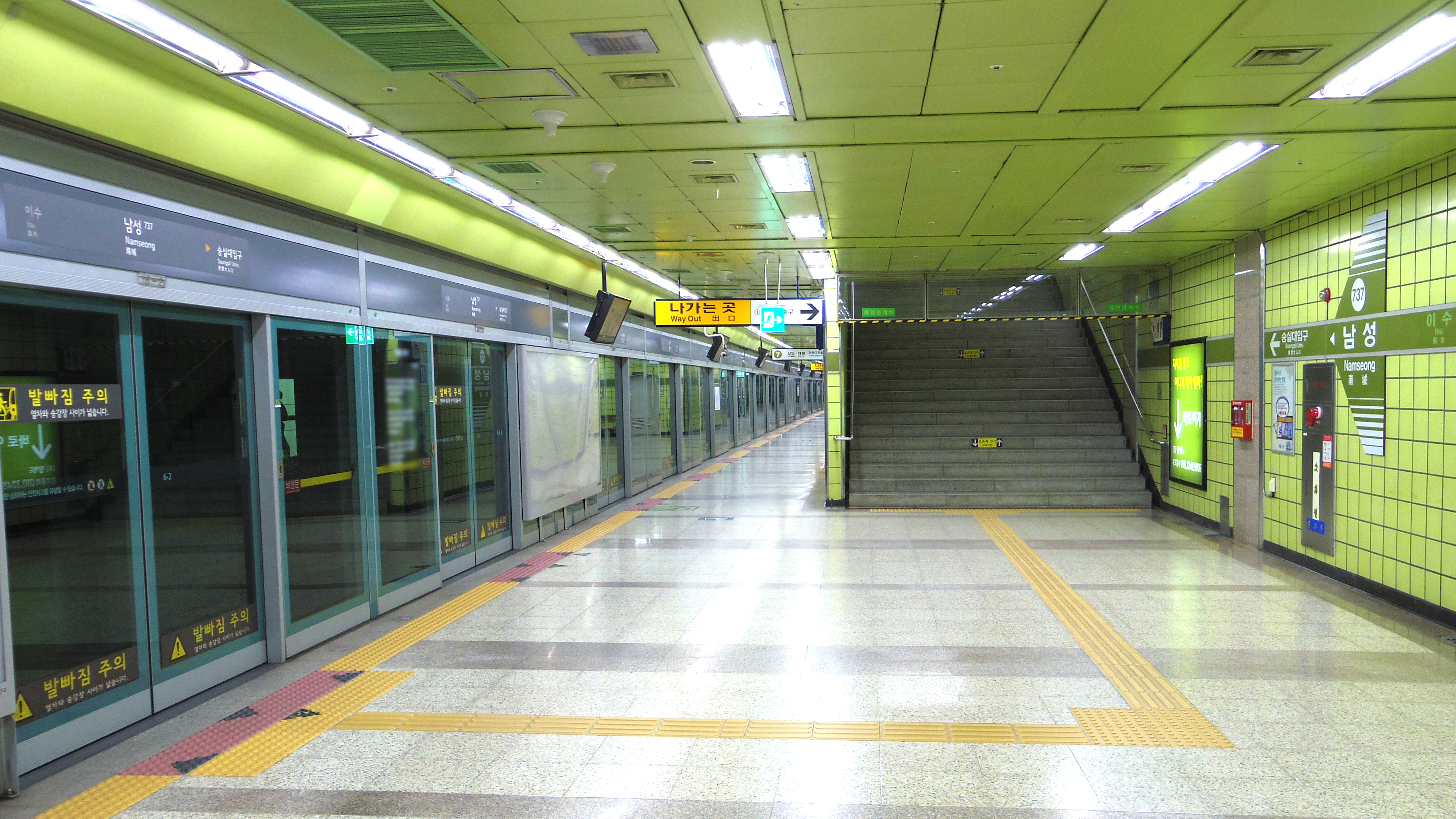
候車月台
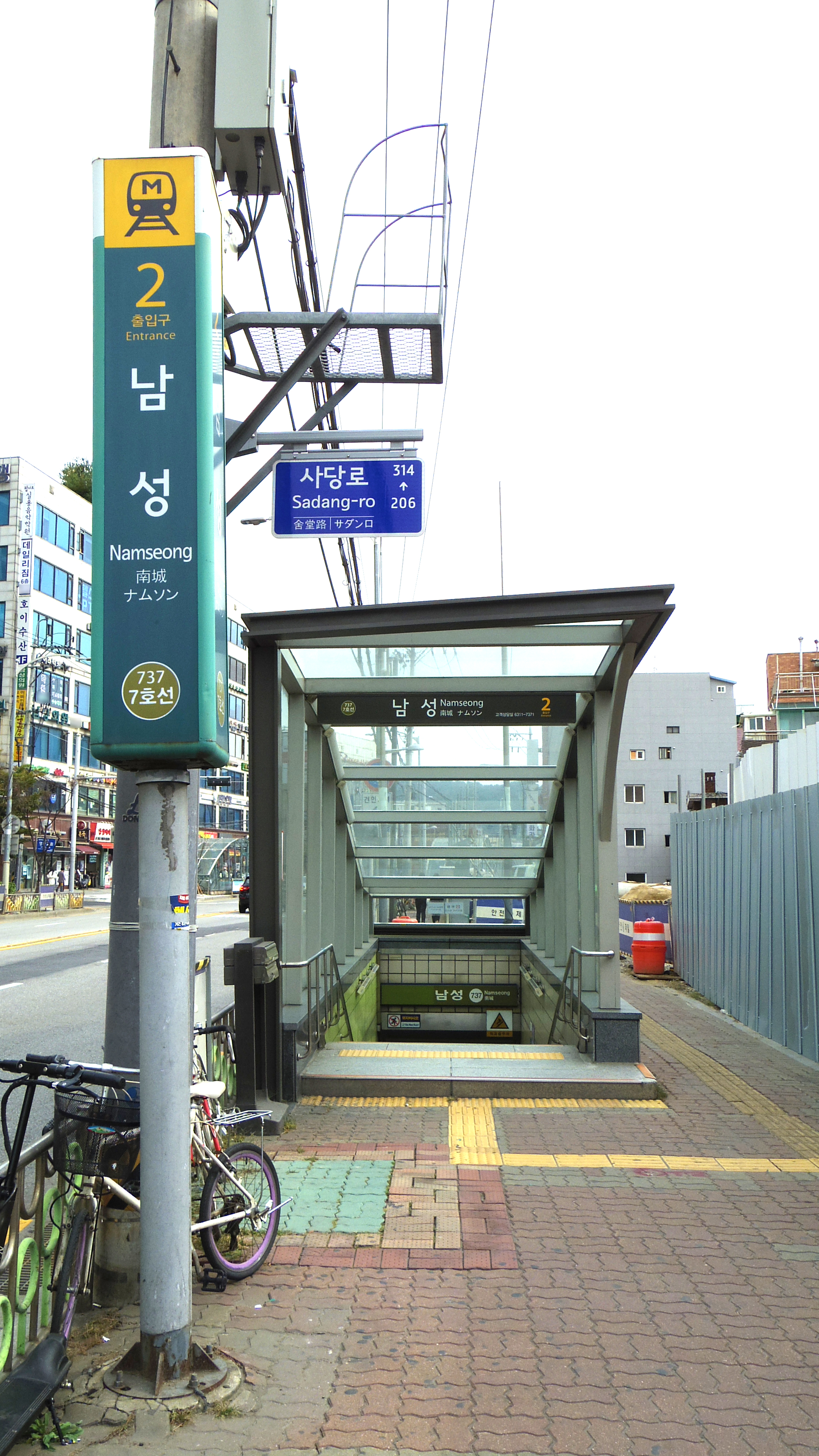
2號出口
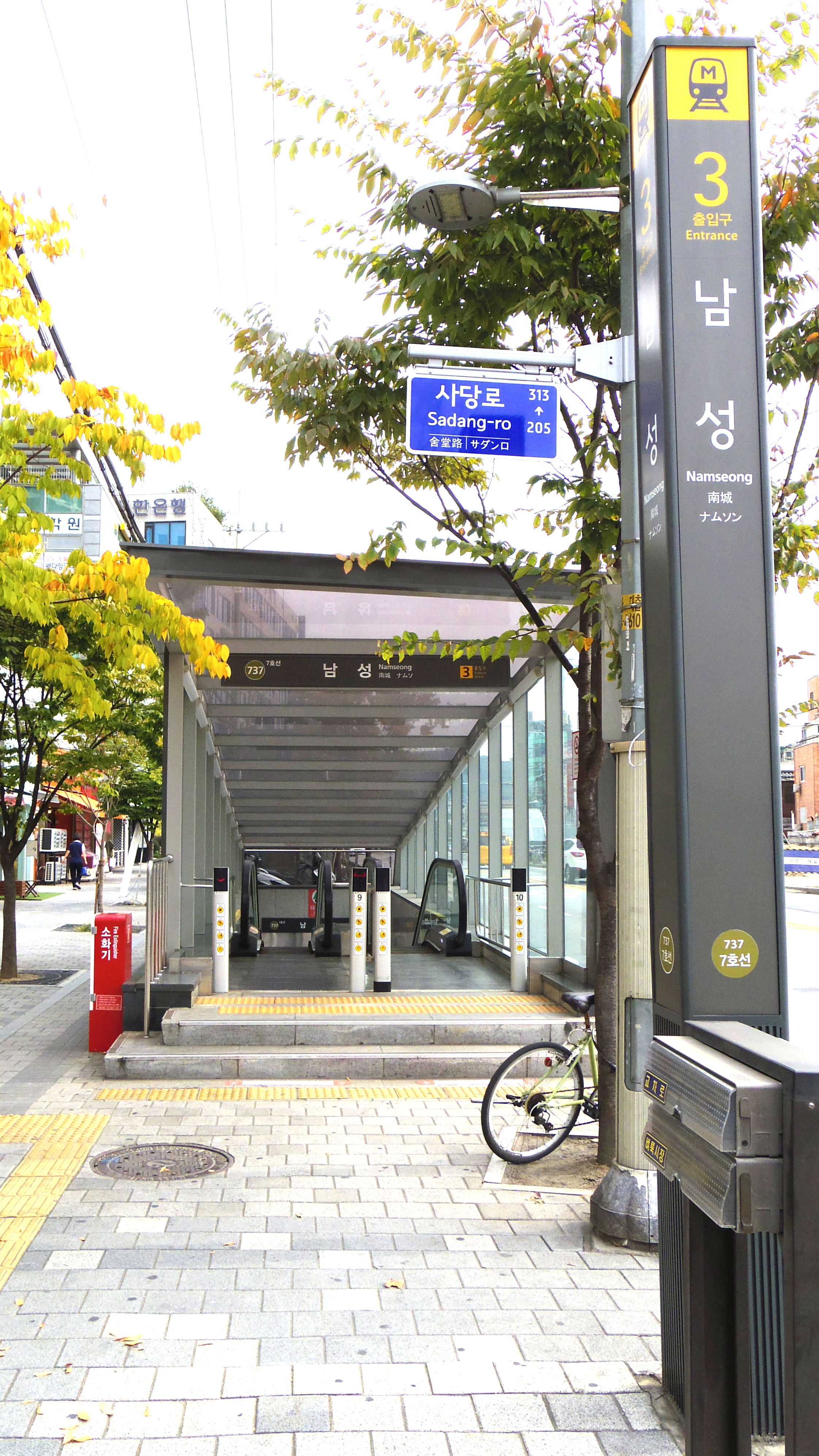
3號出口

## 相鄰車站
首爾交通公社
●首爾地鐵7號線
梨水（736）－南城（737）－崇實大學（738）